# Lill-Mörttjärnen, Jämtland
Lill-Mörttjärnen är en sjö i Östersunds kommun i Jämtland och ingår i Ljungans huvudavrinningsområde.